# Château de Dürnstein
Le château de Dürnstein est un château  du XIIe siècle, situé près de la ville de Neumarkt in Steiermark, en Styrie au sud de l'Autriche.

## Source
- (en) Cet article est partiellement ou en totalité issu de l’article de Wikipédia en anglais intitulé « Burg Dürnstein » (voir la liste des auteurs).